# Ce sacré Amédée
Pour plus de détails, voir Fiche technique et Distribution.
Ce sacré Amédée est un film français réalisé par Louis Félix, sorti en 1957.

## Synopsis
Amédée, qui est engagé pour remplacer la chanteuse Elia Tarti à un gala au casino de Cassis, entame un périple à travers la France depuis Paris avec une voiture capricieuse. Il emmène une auto stoppeuse : Cigale, qui n'est autre qu'Elia Tarti, et lorsque sa voiture le lâche, la vend à un paysan qui la remorque à l'aide d'une charrette tirée par un âne. Amédée et Cigale sont alors pris en stop séparément. Cigale se retrouve dans une voiture conduite par un moustachu un peu pressant. Cette voiture tombe en panne à son tour, est remorquée jusqu'à un garage par la charrette du paysan qui remorqua la voiture d'Amédée, repart et retombe en panne. Amédée et Cigale se retrouvent et finissent par arriver enfin à destination dans la voiture conduite par celui qui avait pris Amédée en stop. Amédée apprend alors la véritable identité de Cigale et "participe" au spectacle à sa façon en perturbant plusieurs numéros.

## Fiche technique
- Titre français : Ce sacré Amédée
- Titre alternatif : Bon voyage
- Réalisation : Louis Félix
- Scénario : Gilles Siry
- Photographie : Robert Batton
- Montage : Linette Nicolas
- Musique : Daniel White
- Société de production : Discifilm
- Pays d'origine :  France
- Format : Noir et blanc - Mono
- Genre : Comédie
- Durée : 85 minutes
- Date de sortie : 
  - France - 2 juin 1957

## Distribution
- Amédée : Amédée
- Jacques Dufilho : Placard
- Françoise Fabian : Elia Tarti / Cigale
- Jules D'Huran (i.e. Edouard Dufourt, aka Flex Dufourt) : Le Prince de Kanaga / Tandré
- Pierre Tornade
- Rose Avril

## Autour du film
Amédée avec sa silhouette élancée fait penser à Pierre Étaix ou Jacques Tati avec leurs séquences de films presque sans paroles. On retrouve également dans ce film des scènes peu bavardes qui rappellent les stars du muet .